# Discodermia japonica
Discodermia japonica är en svampdjursart som beskrevs av Döderlein 1884. Discodermia japonica ingår i släktet Discodermia och familjen Theonellidae. Inga underarter finns listade i Catalogue of Life.